# Esquerda Basca
A Esquerda Basca (em basco: Euskadiko Ezkerra, EE) foi um partido político do País Basco.
O partido foi fundado em 1977, através de uma coligação de diversos partidos e movimentos (o EIA - Euskal Iraultzarako Alderdia/Partido da Revolução Basca, ligado à ETA político-militar; o MC - Movimento Comunista; e o Euskal Komunistak), que pretendiam a restauração do estatuto autonómico basco e o direito à auto-determinação. Em 1978, o partido foi legalizado pelo Ministério do Interior Espanhol
Importa realçar que, em 1982, o partido integrou vários ex-militantes da ETA, após estes terem renunciado à luta armada.
Ideologicamente, EE começou como um partido de ideologia comunista e marxista-leninista, defendendo a independência basca, mas, a partir de 1982, o partido começou a seguir o eurocomunismo, e, finalmente, em 1988, o partido decidiu aceitar a constituição espanhola e afastar-se do marxismo, tornando-se social-democrata.
Em 1993, o partido decidiu fundir-se com a secção basca do PSOE, dando origem ao Partido Socialista do País Basco - Esquerda Basca.

## Resultados eleitorais

### Eleições legislativas de Espanha

#### Resultados referentes ao País Basco
| Data | Votos  | %        | Deputados | +/- | Status   |
| ---- | ------ | -------- | --------- | --- | -------- |
| 1977 | 61 417 | 6,1 (#5) | 1 / 21    |     | Oposição |
| 1979 | 80 098 | 8,0 (#5) | 1 / 21    | =   | Oposição |
| 1982 | 91 927 | 7,7 (#5) | 1 / 21    | =   | Oposição |
| 1986 | 99 408 | 9,1 (#5) | 2 / 21    | 1   | Oposição |
| 1989 | 97 289 | 8,8 (#6) | 2 / 21    | =   | Oposição |

### Eleições regionais do País Basco
| Data | Votos   | %         | Deputados | +/- | Status   |
| ---- | ------- | --------- | --------- | --- | -------- |
| 1980 | 89 953  | 9,8 (#4)  | 6 / 60    |     | Oposição |
| 1984 | 85 671  | 8,0 (#5)  | 6 / 75    | =   | Oposição |
| 1986 | 124 423 | 10,9 (#5) | 9 / 75    | 3   | Oposição |
| 1990 | 79 105  | 7,8 (#6)  | 6 / 75    | 3   | Oposição |